# Leósdóttir
Leósdóttir ist ein weiblicher isländischer Name.

## Herkunft und Bedeutung
Der Name ist ein Patronym und bedeutet Leós Tochter. Die männliche Entsprechung ist Leósson (Leós Sohn).

## Namensträgerinnen
- Bogey Ragnheiður Leósdóttir (* 1996), isländische Leichtathletin
- Jónína Leósdóttir (* 1954), isländische Autorin